# Стариков Іван Терентійович
Стариков Іван Терентійович — український письменник, прозаїк, журналіст, драматург.  

## Біографія
Народився 12 березня 1922 року в с. Камбулат Ставропольського краю (Росія) у селянській родині. 
Навчався і працював у колгоспі. З лютого 1942 року до грудня 1946 року служив у лавах Червоної армії, воював на Кубані, Північному Кавказі, в Україні. У повоєнний час працював на комсомольській роботі у м. Дрогобичі. 
Закінчив Літературний інститут ім.О.М. Горького. Написав ряд творів, присвячених тим подіям.
Нагороджений орденами «Знак Пошани» та «Вітчизняної війни» І ст., медалями "За відвагу", «За перемогу над Германией в Німеччиною у Великій Вітчизняній Війні 1941–1945 гг.». Член Національної спілки письменників України з 1968 року. У період з 1963 по 1981 рр. був редактором Скадовської районної газети “Чорноморець”. Із 2002 р.  Почесний громадянин міста Скадовська. 
Помер 17 червня 2005 року.

## Творчість
- БОЛЬШАЯ нефть: повесть /Иван Стариков; пер. с укр. В. Доронина. — М.: Сов. писатель, 1971. — 272 с.
- ЗОРІ в серці: роман /Іван Стариков. — 2-ге вид., допов. і перероб. — Сімф.: Таврія, 1982. — 288 с.
- НАТАЛЬЯ Пушкина: драм. поэма /Иван Стариков; ред. А.А. Крат. – Херсон: Айлант, 2001. – 75 с.
- ПЕРЕДНІЙ край: роман /Іван Стариков. — К.: Рад. письменник, 1981. — 349 с.
- ПЛАНШЕТ генерала: повість. — Для серед. шк. віку /Іван Стариков; худож. В.Є. Безп’ятов, Г.П. Філатов. — К.: Веселка, 1985. — 165 с.: іл.
- РУСЛО: роман /Іван Стариков. — К: Рад. письменник,1989. — 351 с.
- СУДЬБА офицера: роман /Иван Стариков; худож. В. Н. Рыжов. – К.: Воениздат, 1991. – 431 с.: ил.
- ЧАША айрану: повісті, оповідання /Іван Стариков. — К.: Молодь, 1980. — 144 с.
- ЧЕРВОНА шипшина: роман, повість /Іван Стариков. — К.: Дніпро, 1982. — 383 с.
- ХЕРСОН: [стихотворение] /Иван Стариков //Украина. Русская поэзия. XX век: поэт. антол. – К., 2007. – С. 96-97.
- ІСТОРІЯ одного запроданства: [повість] /Іван Стариков //Степ. – 1999. — № 8. – С. 71-99.
- ПУЧИНА: [проза] /Иван Стариков //Степ. – 2000. — № 9. – С. 16 109.
- ХЕРСОН: стихотворение /Иван Стариков //Веч. Херсон. — 2011. — 3 февр.(№9). — С.26.
- ХЕРСОН; Кубанская: [стихотворения] /Иван Стариков //Степ. – 2009. — № 18. – С. 142-143.

### Рекомендована література
- БРАТАН М. Весна патріарха: Івану Старикову — 75 /Микола Братан //Наддніпрян. правда. — 1997. — 11 берез.
- ІВАН Стариков: [некролог] //Літ. Україна. — 2005. — 11 серп. (№31). — С.2.
- КРАТ А. Нестареющий Стариков /Анатолий Крат //Тавр. край. — 2002. — 14 берез.
- ЛЕВ В. Невідомий Іван Стариков /Валентина Лев //Чорноморець. — 2007. — 21 берез.(№22). — С. 4.
- ПАВЛЮК С. Коли життя — ріка повновода: Івану Старикову — 80!: [інтерв’ю] /записала С. Павлюк //Чорноморець. — 2002. – 15 берез. — С. 4.
- СЛОВО про колегу: [некролог] //Чорноморець. — 2005. – 24 черв. — С. 4.
- ЦВЕТКОВА И. Время его жизни: мемуар. очерк о поэте и прозаике И. Старикове /Ирина Цветкова //Веч. Херсон. — 2011. – 3 февр.(№9). — С.26.
- ЦВЕТКОВА И. Время его жизни: [о романе “Время нашей жизни”]/Ирина Цветкова //Степ. — 2006. — №14. — С. 251-252; Херсон. вісн. — 2005. — 3 лют.(№5). — С. 12.
- ЧУМАК Н. Лицар моря і степу /Н. Чумак //Чорноморець. — 2002. — 11 верес.
- ІВАН Стариков: пам’ятка читачеві /ХОУНБ ім. Горького; відп. за вип. Л. І. Зелена. — Херсон, 1990. — 2 с.
- ІВАН Стариков, прозаїк //Письменники радянської України. 1917-1987: біобібліогр. довід. — К., 1988. — С. 563.